# Данц, Иоганн Андреас
Иоганн Андреас Данц (нем. Johann Andreas Danz; 1 февраля 1654, Гота, Саксен-Гота-Альтенбург — 20 декабря 1727, Йена) — немецкий лютеранский богослов и востоковед, выдающийся гебраист, педагог, профессор и ректор Йенского университета.

## Биография
В 1673 году поступил на философский факультет Виттенбергского университета.
Особый интерес проявлял восточным языкам, знания которых углубил на богословском факультете университета. В 1677 года отправился в Гамбург для продолжения обучения и восточных исследований.
В 1683 году совершил турне по Германии, Нидерландам и Англи. Вернувшись в Йену, в 1685 году он стал профессором восточных языков. Однако преподавание языков не вполне удовлетворило его, и, получив в 1710 году степень доктора богословия, он в том же году занял профессорскую кафедру богословия. На этой должности оставался до самой смерти.
Будучи выдающимся учёным, опубликовал грамматику иврита и намеревался усовершенствовать изучение языка. Использовал различные термины, что затрудняло изучение иврита. Однако он прославился своими академическими сочинениями, например, описанием вещей древнееврейского времени. Будучи евангелистским традиционалистом, он не разработал новой экзегезы.